# Mistrzostwa Polski w Tenisie Stołowym 2008
Mistrzostwa Polski w Tenisie Stołowym 2008 – 76. edycja mistrzostw, która odbyła się w dniach 7–9 marca 2008 roku w Białymstoku.

## Medaliści
| Konkurencja             | Złoty                                                                        | Srebrny                                                                    | Brązowy |
| Gra pojedyncza mężczyzn | Lucjan Błaszczyk (Zugbrücke Grenzau)                                         | Wang Zengyi (Bogoria Grodzisk Mazowiecki)                                  | Daniel Górak (GV Hennebont) Tomasz Lewandowski (AZS Politechnika Rzeszów)                                                                                |
| Gra pojedyncza kobiet   | Xu Jie (GLKS Nadarzyn)                                                       | Natalia Partyka (SKTS Sochaczew)                                           | Weronika Walna (AZS Częstochowa) Kinga Stefańska (KTS Tarnobrzeg)                                                                                        |
| Gra podwójna mężczyzn   | Lucjan Błaszczyk (Indeland Jülich) Wang Zengyi (Bogoria Grodzisk Mazowiecki) | Jakub Kosowski (Odra Głoska) Jarosław Tomicki (Trasko Ostrzeszów)          | Patryk Chojnowski (Ostródzianka Ostróda) Paweł Fertikowski (ZKS Trzonków) Szymon Malicki (Olimpia-Unia Grudziądz) Bogusław Koszyk (Pełcz Górki Noteckie) |
| Gra podwójna kobiet     | Natalia Partyka (SKTS Sochaczew) Katarzyna Grzybowska (SKTS Sochaczew)       | Renata Gumula (Bronowianka Kraków) Marta Smętek (Warmia Lidzbark)          | Patrycja Wszołek (Górnik Mysłowice) Natalia Balicka (Gorzovia Gorzów) Xu Jie (GLKS Nadarzyn) Natalia Bąk (GLKS Nadarzyn)                                 |
| Gra mieszana            | Daniel Górak (GV Hennebont) Xu Jie (GLKS Nadarzyn)                           | Wang Zengyi (Bogoria Grodzisk Mazowiecki) Natalia Partyka (SKTS Sochaczew) | Paweł Chmiel (Dojlidy Białystok) Anna Janta-Lipińska (Bronowianka Kraków) Filip Szymański (Post SV Hagen) Daria Łuczakowska (AZS Wrocław)                |